# Venice Gardens
Venice Gardens es un lugar designado por el censo ubicado en condado de Sarasota en el estado estadounidense de Florida. En el Censo de 2010 tenía una población de 7.104 habitantes y una densidad poblacional de 1.012,88 personas por km².

## Geografía
Venice Gardens se encuentra ubicado en las coordenadas 27°4′20″N 82°24′32″O / 27.07222, -82.40889. Según la Oficina del Censo de los Estados Unidos, Venice Gardens tiene una superficie total de 7.01 km², de la cual 6.31 km² corresponden a tierra firme y (10.01%) 0.7 km² es agua.

## Demografía
Según el censo de 2010, había 7.104 personas residiendo en Venice Gardens. La densidad de población era de 1.012,88 hab./km². De los 7.104 habitantes, Venice Gardens estaba compuesto por el 94.81% blancos, el 0.9% eran afroamericanos, el 0.14% eran amerindios, el 1.42% eran asiáticos, el 0.01% eran isleños del Pacífico, el 1.42% eran de otras razas y el 1.3% pertenecían a dos o más razas. Del total de la población el 5.01% eran hispanos o latinos de cualquier raza.